# Ophthalmis aluensis
Ophthalmis aluensis är en fjärilsart som beskrevs av Butler 1887. Ophthalmis aluensis ingår i släktet Ophthalmis och familjen nattflyn. Inga underarter finns listade i Catalogue of Life.